# Withee (Wisconsin)
Withee es una villa ubicada en el condado de Clark en el estado estadounidense de Wisconsin. En el Censo de 2010 tenía una población de 487 habitantes y una densidad poblacional de 226,54 personas por km².

## Geografía
Withee se encuentra ubicada en las coordenadas 44°57′3″N 90°35′56″O / 44.95083, -90.59889. Según la Oficina del Censo de los Estados Unidos, Withee tiene una superficie total de 2.15 km², de la cual 2.15 km² corresponden a tierra firme y (0%) 0 km² es agua.

## Demografía
Según el censo de 2010, había 487 personas residiendo en Withee. La densidad de población era de 226,54 hab./km². De los 487 habitantes, Withee estaba compuesto por el 98.97% blancos, el 0% eran afroamericanos, el 0.21% eran amerindios, el 0.21% eran asiáticos, el 0% eran isleños del Pacífico, el 0% eran de otras razas y el 0.62% pertenecían a dos o más razas. Del total de la población el 2.26% eran hispanos o latinos de cualquier raza.